# Eintönige Gladiole
Die Eintönige Gladiole (Gladiolus tristis) ist eine Pflanzenart aus der Gattung der Gladiolen (Gladiolus) in der Familie der Schwertliliengewächse (Iridaceae). Sie ist eine der Elternarten der Garten-Gladiole (Gladiolus x hortulanus).

## Merkmale
Die Eintönige Gladiole ist eine ausdauernde krautige Pflanze, die Wuchshöhen von 40 bis 70, selten bis 150 Zentimeter erreicht. Als Überdauerungsorgane bildet dieser Geophyt Knollen mit etwa 1 bis 2 cm Durchmesser. Der Stängel ist unverzweigt. Die wechselständig und zweizeilig am Stängel verteilten Laubblätter sind einfach, lang, schwertförmig, parallelnervig, im Querschnitt vierflügelig, gedreht, 30 bis 95 Zentimeter lang und etwa 1,5 bis 5 Zentimeter breit. Der Blattrand ist glatt. 
Es wird ein endständiger, unverzweigter, überwiegend einseitswendiger, ähriger Blütenstand gebildet, der Tragblätter und meist zwei bis vier (selten bis zu acht) Blüten enthält. Die nachts nach Nelken duftende, ungestielte, zwittrige, dreizählige Blüte ist zygomorph. Die Blütenröhre ist etwa 45 bis 50 mm lang. Es sind zwei mal drei gleichgestaltige und -gefärbte Blütenhüllblätter vorhanden, sie sind  weiß bis cremefarben, außen violettbraun überlaufen, der Mittelnerv ist grünlich gelb bis violett. Es ist nur der innere Kreis mit drei freien, fertilen Staubblättern vorhanden, denn sie stehen dem äußeren Blütenhüllblättern gegenüber und ragen nicht aus der Blütenröhre heraus, mit der sie an der Basis verwachsen sind. Die Staubfäden weisen eine Länge von etwa 20 mm auf und die Staubbeutel sind etwa 12 mm lang. Drei Fruchtblätter sind zu einem unterständigen Fruchtknoten verwachsen. Der Griffel endet in drei Narben. Die Blütezeit reicht meist von Mai bis Juni.
Die dreifächerige Kapselfrucht weist eine Länge von 34 bis 36 mm auf und enthält viele Samen. Die breit geflügelten Samen weisen eine Länge von 5 mm und eine Breite von 4 mm auf.

## Vorkommen
Die Eintönige Gladiole kommt in Südafrika in der westlichen Kap-Provinz auf sandigen Hügeln und Feldern vor.

## Nutzung
Die Eintönige Gladiole wird selten als Zierpflanze genutzt. Sie ist in Mitteleuropa nicht winterhart.

## Belege
- Beschreibung in der Flora of North America. (engl.)
- Beschreibung in der Western Australian Flora. (engl.)